# Hyloxalus sauli
Hyloxalus sauli är en groddjursart som först beskrevs av Edwards 1974.  Hyloxalus sauli ingår i släktet Hyloxalus och familjen pilgiftsgrodor. IUCN kategoriserar arten globalt som livskraftig.